# World Championship Tennis Winter Finals 1972
World Championship Tennis Winter Finals 1972 byl menší ze dvou závěrečných tenisových turnajů WCT Finals pořádaných v roce 1972. Představoval poslední událost 26dílného mužského okruhu World Championship Tennis. Probíhal mezi 26. listopadem až 3. prosincem na koberci haly v Římě.
Do turnaje s rozpočtem 50 000 dolarů se kvalifikovalo osm nejlepších tenistů druhé poloviny sezóny WCT 1972. Vítězem se stal Američan Arthur Ashe, který ve finále přehrál krajana Roberta Lutze po dramatické pětisetové bitvě. Rozhodl až tiebreak závěrečné sady. Odvezl si finanční odměnu 25 tisíc dolarů, což znamenalo poloviční částku než jakou získal Rosewall v sezónním finále WCT 1972. Připsal si pátý titul v probíhající sezóně a celkově patnáctý v kariéře.

## Finále

### Mužská dvouhra
- Arthur Ashe vs.  Robert Lutz, 6–2, 3–6, 6–3, 3–6, 7–6